# Siguiendo Sus Huellas

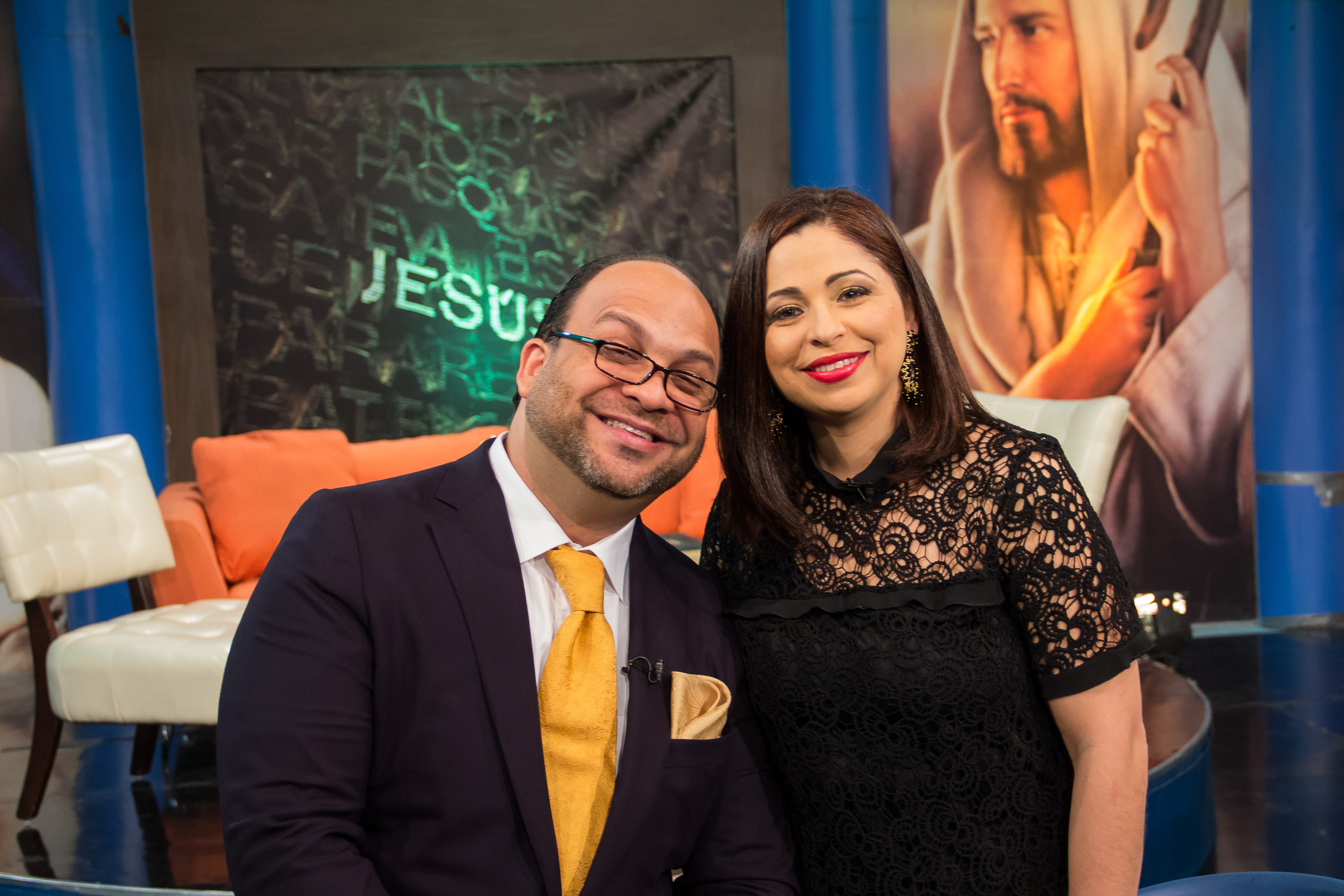
Benito Acevedo y Vivian Uceta

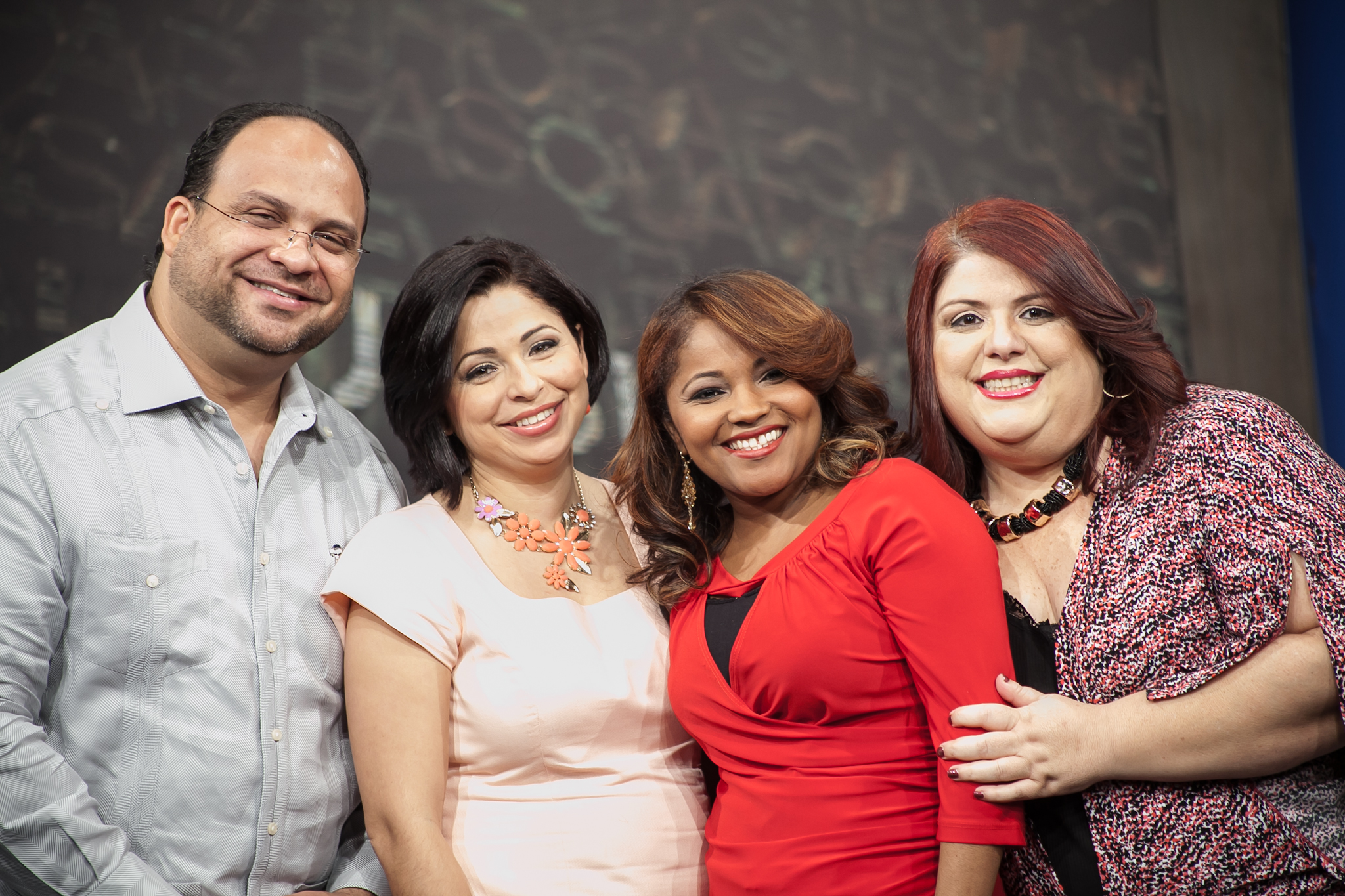
Benito Acevedo, Vivian Uceta, Juana Rodríguez e Hilda Cid

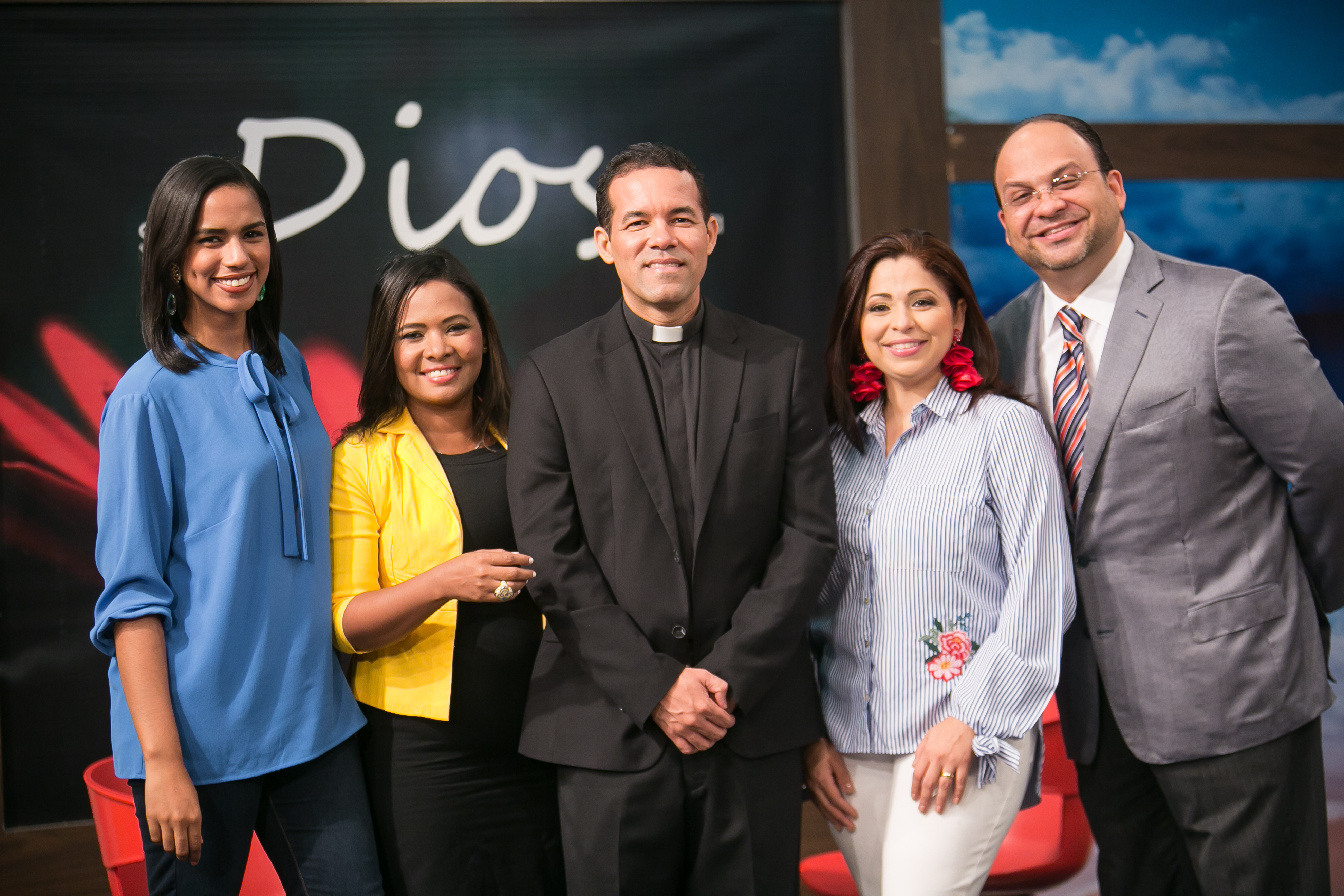
Arleth Cisnero, Rosa Iris Matos, Pbro. Catalino Tejada, Vivian Uceta y Benito Acevedo

Siguiendo Sus Huellas es un programa de televisión católico de contenido variado, carácter formativo y evangelizador, orientado al público en general, especialmente a los fieles católicos de República Dominicana, con incidencia en otras partes del mundo por sus transmisiones a través de medios televisivos de alcance internacional.

## Historia
En el año 2008, surge el deseo de crear un programa de televisión desde la Parroquia El Buen Pastor del sector Evaristo Morales, en Santo Domingo, orientado a la evangelización. La idea fue concebida por Hilda Cid, parroquiana y comunicadora, que anteriormente había tenido la experiencia en televisión nacional con su programa "Mundo Gordo", de mucha audiencia en los años ochenta y noventa. Presentada la idea a Mons. Pablo Cedano, párroco y obispo auxiliar de Santo Domingo, se comenzó todo el engranaje. Más tarde se uniría al equipo el presentador Benito Acevedo y su esposa, Vivian Uceta.
Después de muchos preparativos, la primera emisión de Siguiendo Sus Huellas sale al aire el 25 de enero de 2009, por Telesistema. Más adelante se adicionarían otras televisoras a sus retransmisiones, como Televida, La Voz de María y RNN.

## Trayectoria
Hasta marzo del 2018 se han producido y transmitido 440 programas, impactando entre 300,000 y 1,000,000 de personas cada semana con un mensaje positivo y cargado en valores.
Siguiendo Sus Huellas ha realizado importantes eventos con invitados nacionales e internacionales, entre los que están: "La verdad detrás de la ideología de género" con Amparo Medina y Zeira Becerra, "Amar hasta que duela" con Fernando Casanova, "Sanando el corazón de mi familia" con Mons. Francisco Ozoria Acosta y "La integridad y la paz se aprenden en casa" con Mons. Ramón de la Rosa.

## Segmentos[1]

### Sin rodeos
Segmento del párroco protémpore de la Parroquia El Buen Pastor. Actualmente llevado por el P. Catalino Tejada Ramírez. Este segmento invita a conocer más de cerca a la Iglesia con diversos temas y respuestas a las preguntas que van surgiendo.

### Entre piedras
Segmento de corresponsales para cubrir todas las novedades de la Iglesia. Visitas a distintas parroquias para tomas y entrevistas de interés común.

### Soy testigo
Segmento de personas que dan testimonio de milagros que Dios ha hecho en sus vidas.

### Pareja de tres
Segmento que motiva y enseña la importancia de la unión entre las parejas y la familia, donde se vivan los valores humanos, éticos y cristianos. El concepto pareja de tres implica que Jesús debe ocupar el centro de la pareja y de la familia en el hogar para que ésta, bendecida por dios, viva en armonía, comprensión, gozo y paz.

### Oí su voz
Segmento vocacional con invitados: sacerdotes, diáconos, religiosas/os, seminaristas, novicios/as y laicos comprometidos.

### Haz un alto y reflexiona
Son reflexiones de un predicador que mantienen interesados al televidente y le invitan a meditar.

### Te propongo
Exhortaciones al televidente por parte del equipo de Siguiendo Sus Huellas, invitándolo a realizar una acción específica durante la semana.

### Mi paz les dejo
Invitación a instaurar el Reino de Dios en la tierra y una sociedad de paz, mediante una reflexión de un tema actual.

### Musicales
Música que alimenta el alma, con los grupos y solistas católicos.

### Conoce tu parroquia
Algunos puntos tales como: breve historia, nombre otorgado, párroco fundador, ubicación geográfica, fecha de fundación, horas de las celebraciones de las misas y cómo ha sido la colaboración a la sociedad, de las diversas parroquias de Santo Domingo.

### Discípulo hoy
Un mensaje basado en la palabra de Dios que transite luz y esperanza a cargo de un discípulo de Jesús.

### La Iglesia frente a
Explicaciones directas y claras de la Iglesia sobre temas difíciles de entender o controversiales, por un sacerdote invitado.

### Liberación y sanación
Temas de sanación y liberación espiritual.

### Somos solidarios
Labor social de diferentes grupos y empresas, en beneficio de personas necesitadas de nuestro país.

### Siguiendos Sus Huellas joven
Conducido por jóvenes con salida una vez al mes, se enfoca en temas de actualidad relacionados con la juventud y su vida de fe.

### Escúchanos Señor
Segmento conclusivo del programa orando por nuestro pueblo y por las personas que piden orar por diversas necesidades.

## Reparto[2]

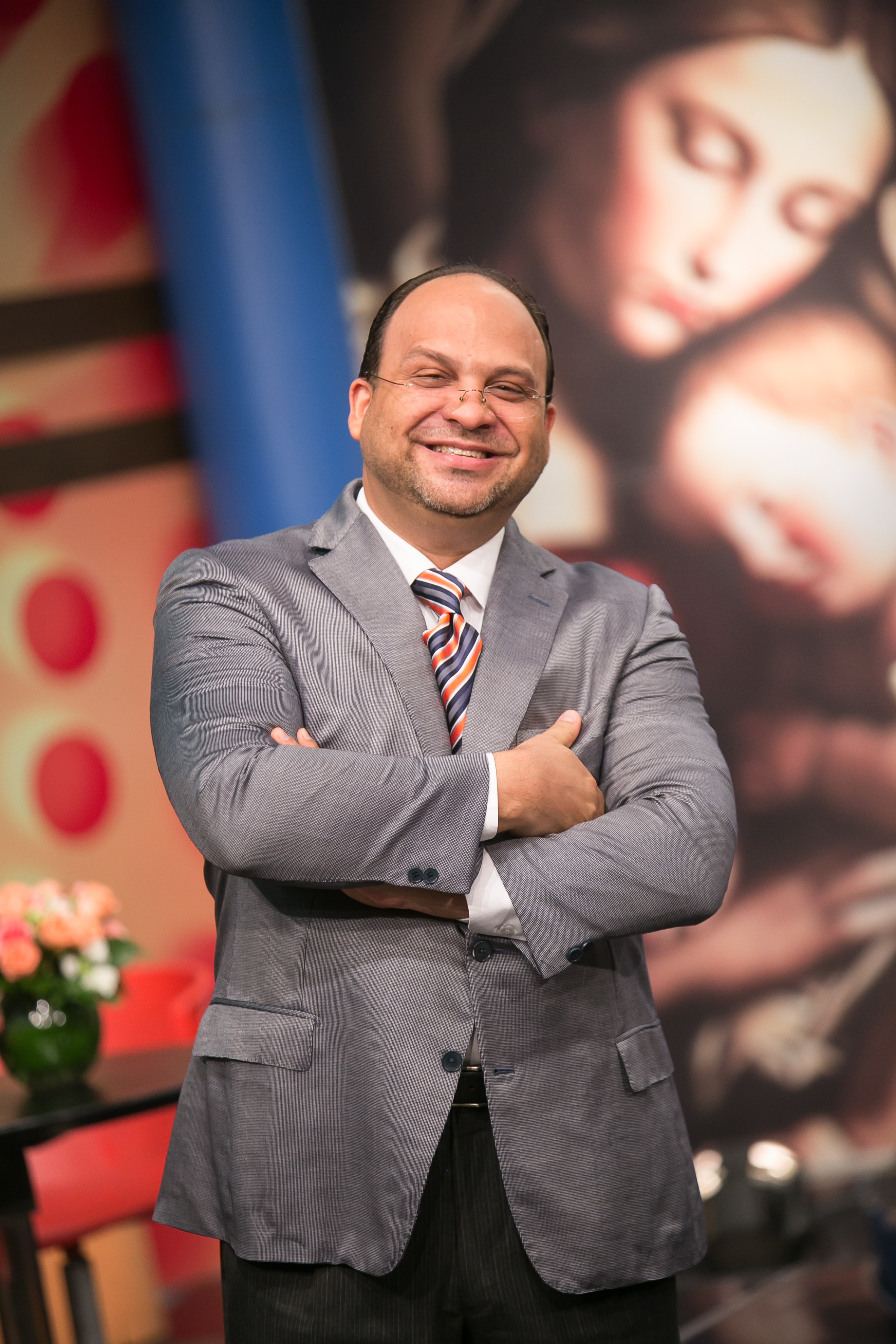
Benito Acevedo
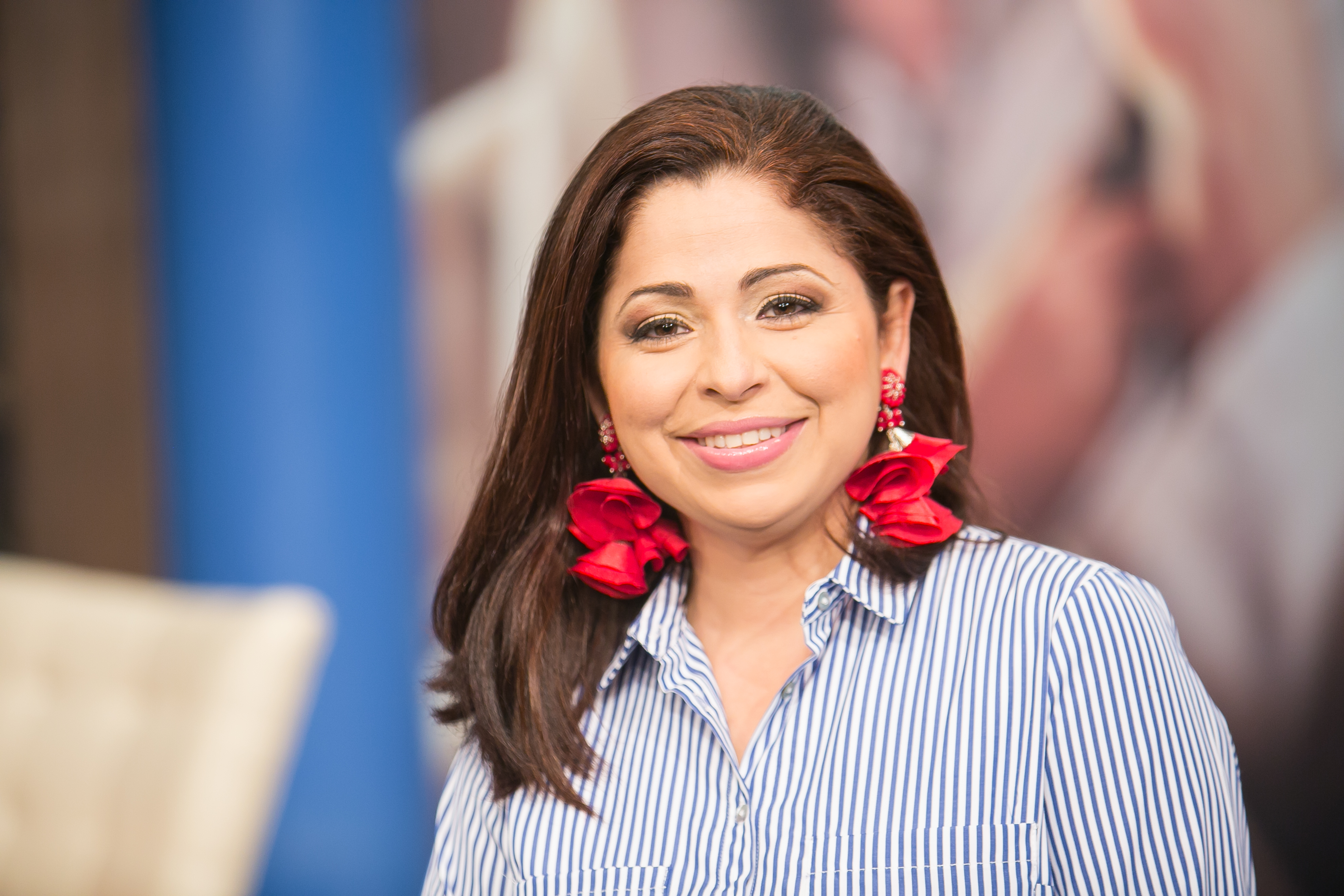
Vivian Uceta
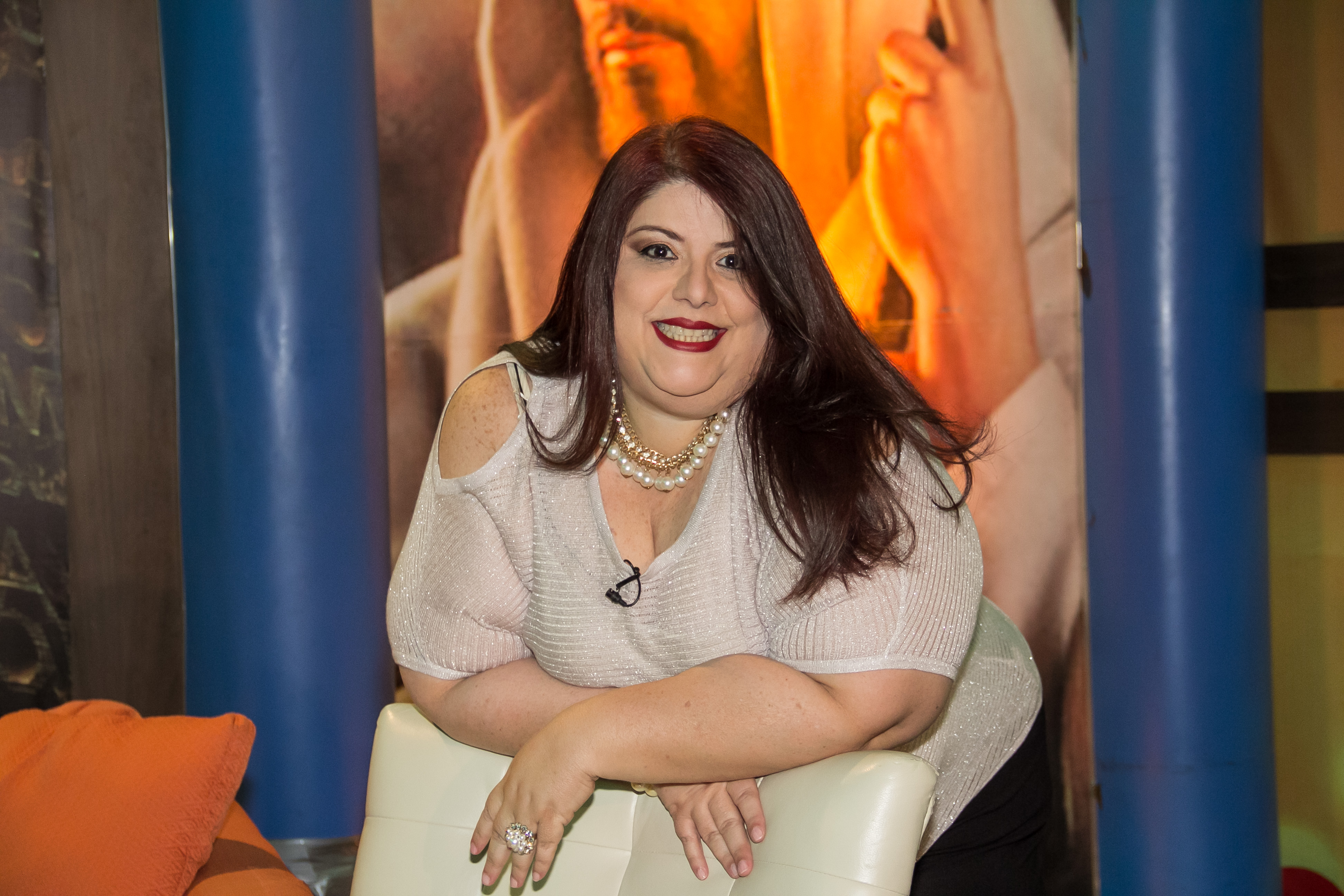
Hilda Cid
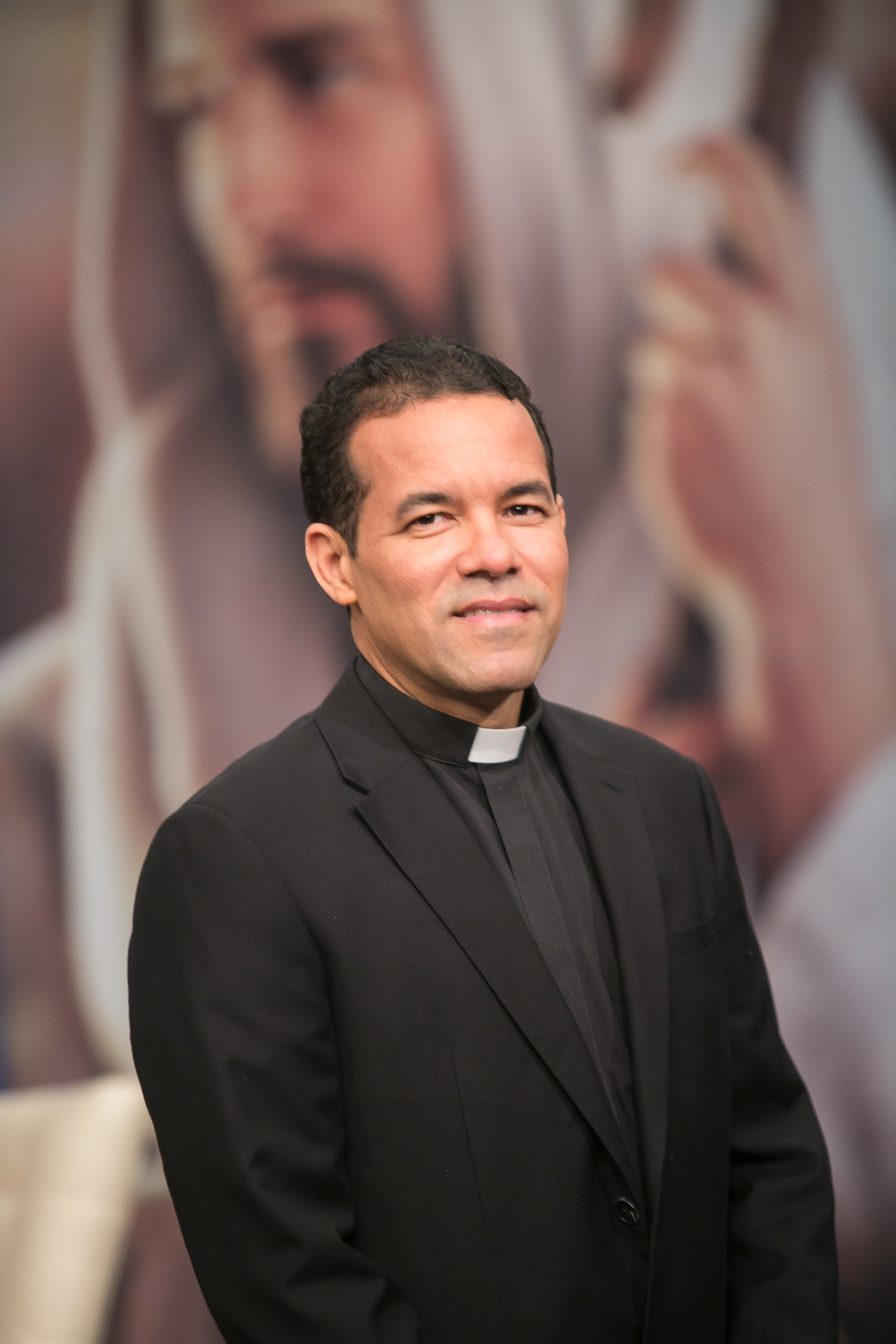
Pbro. Catalino Tejada
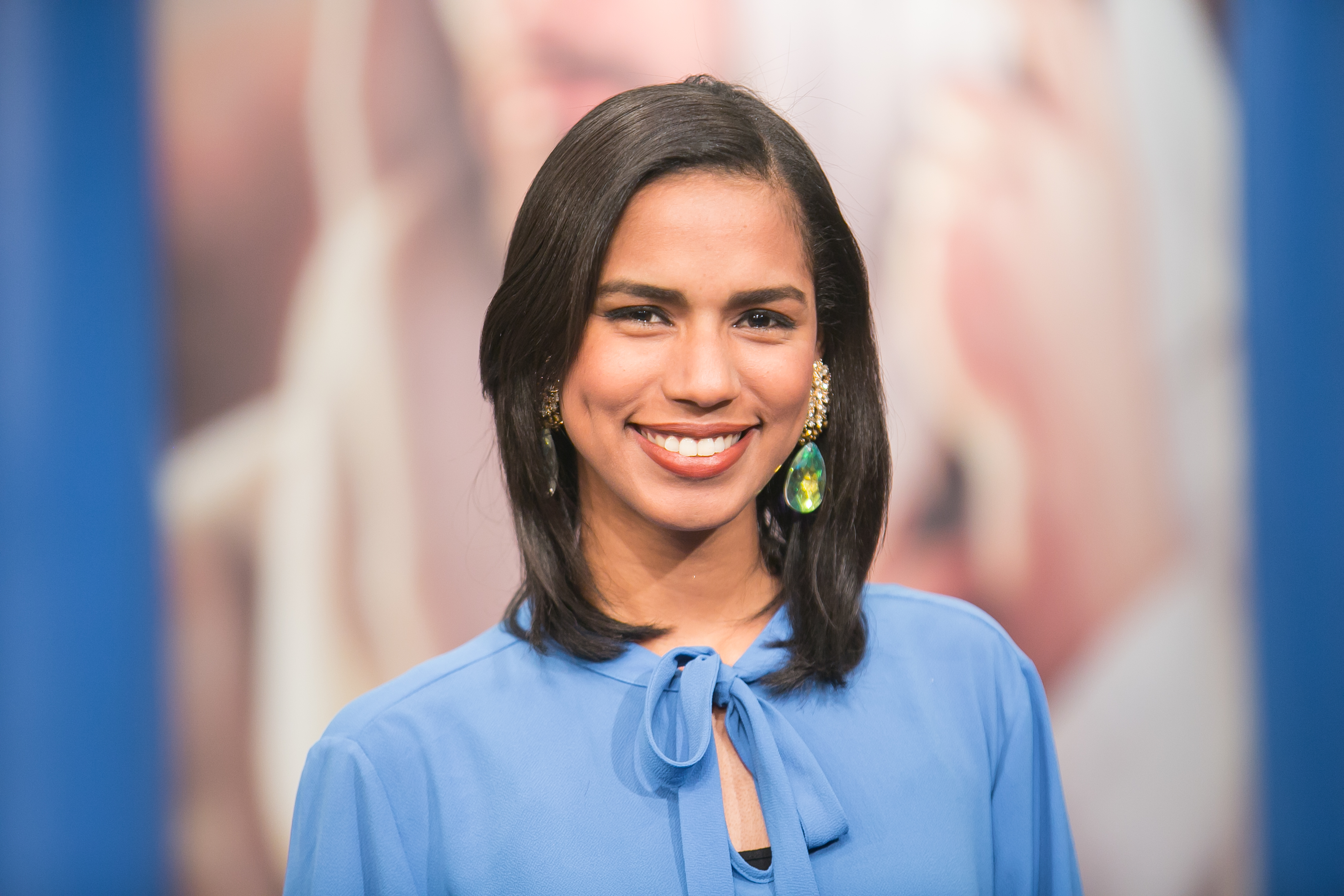
Arleth Cisnero
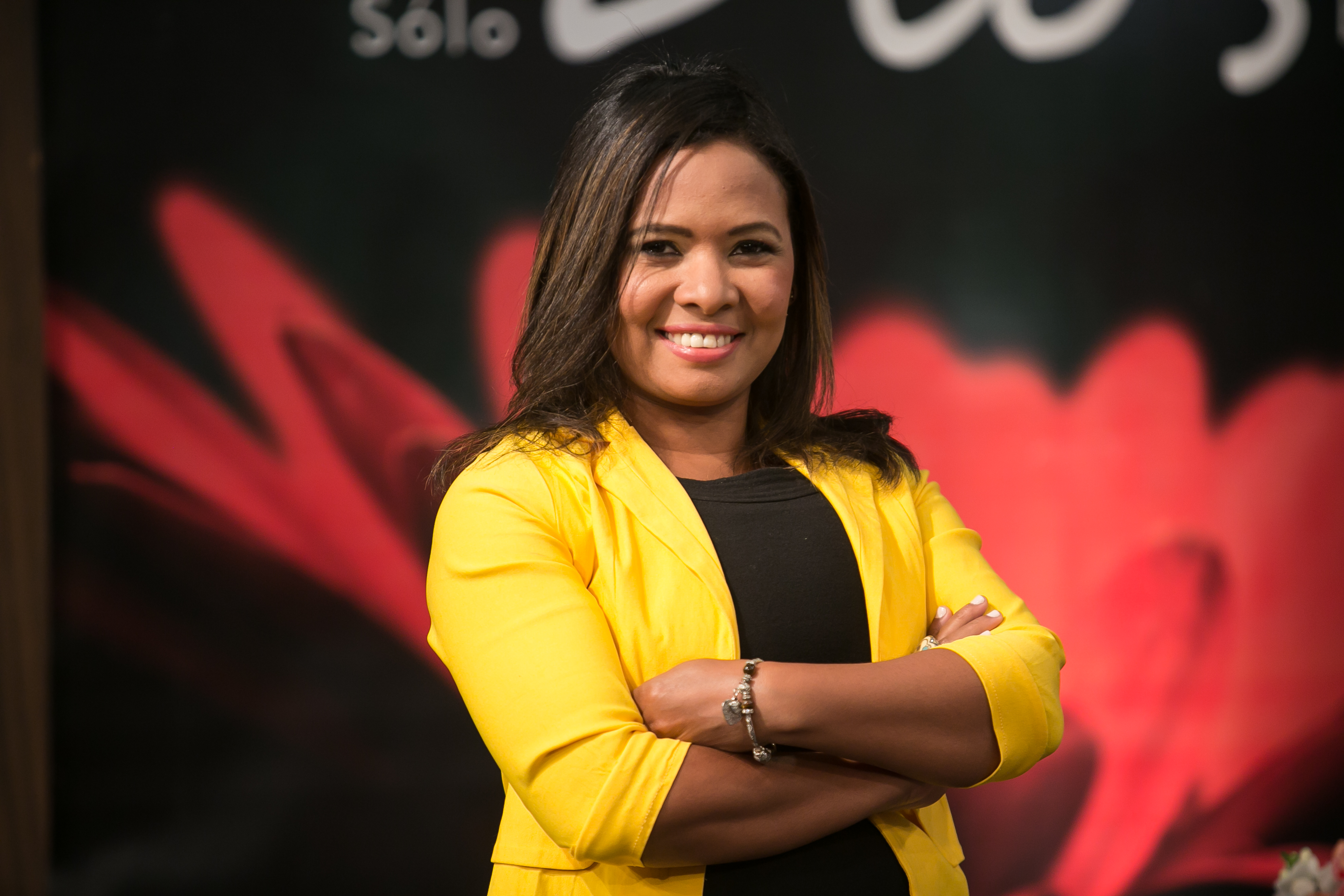
Rosa Iris Matos
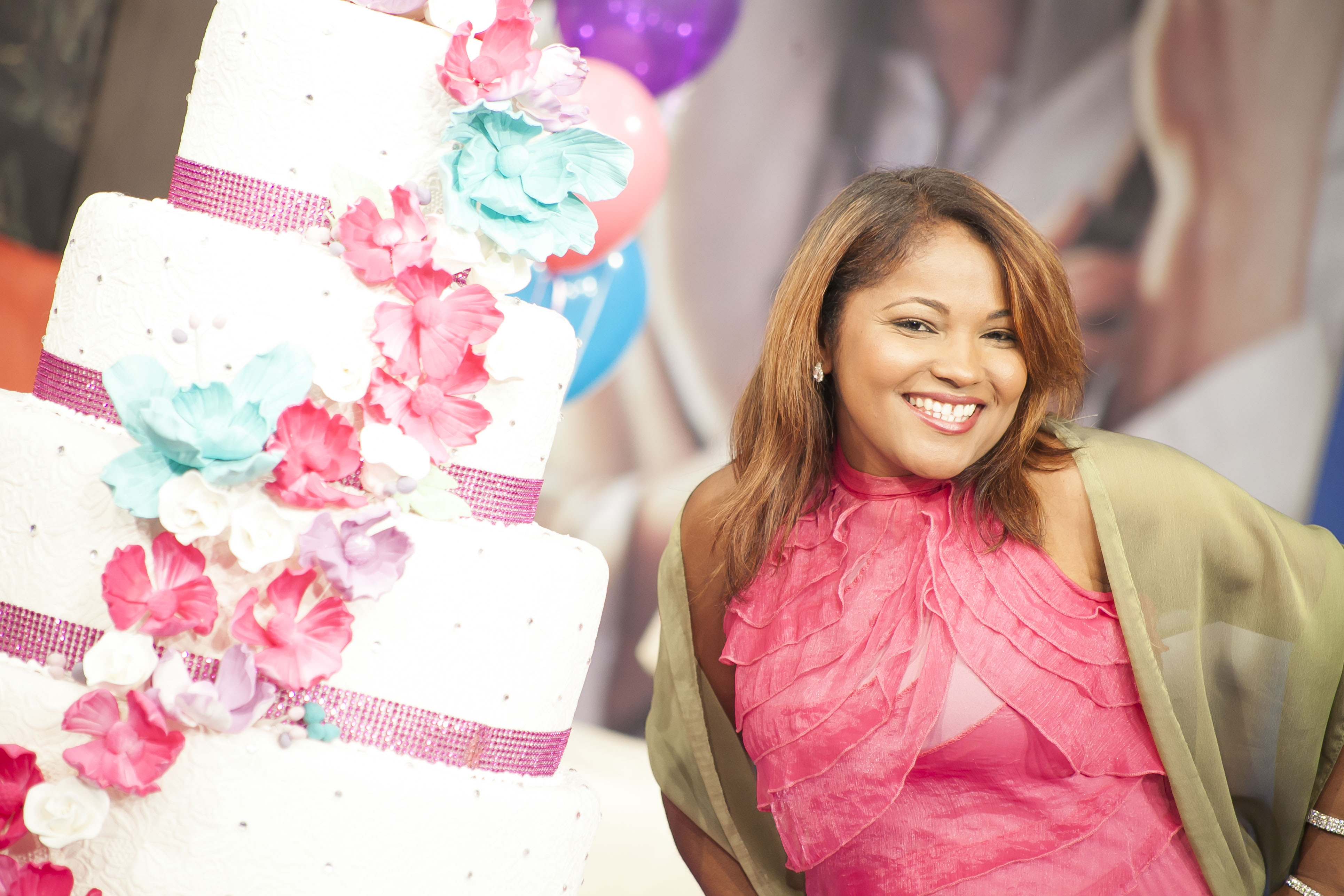
Juana Rodríguez

## Fundación Siguiendo Sus Huellas

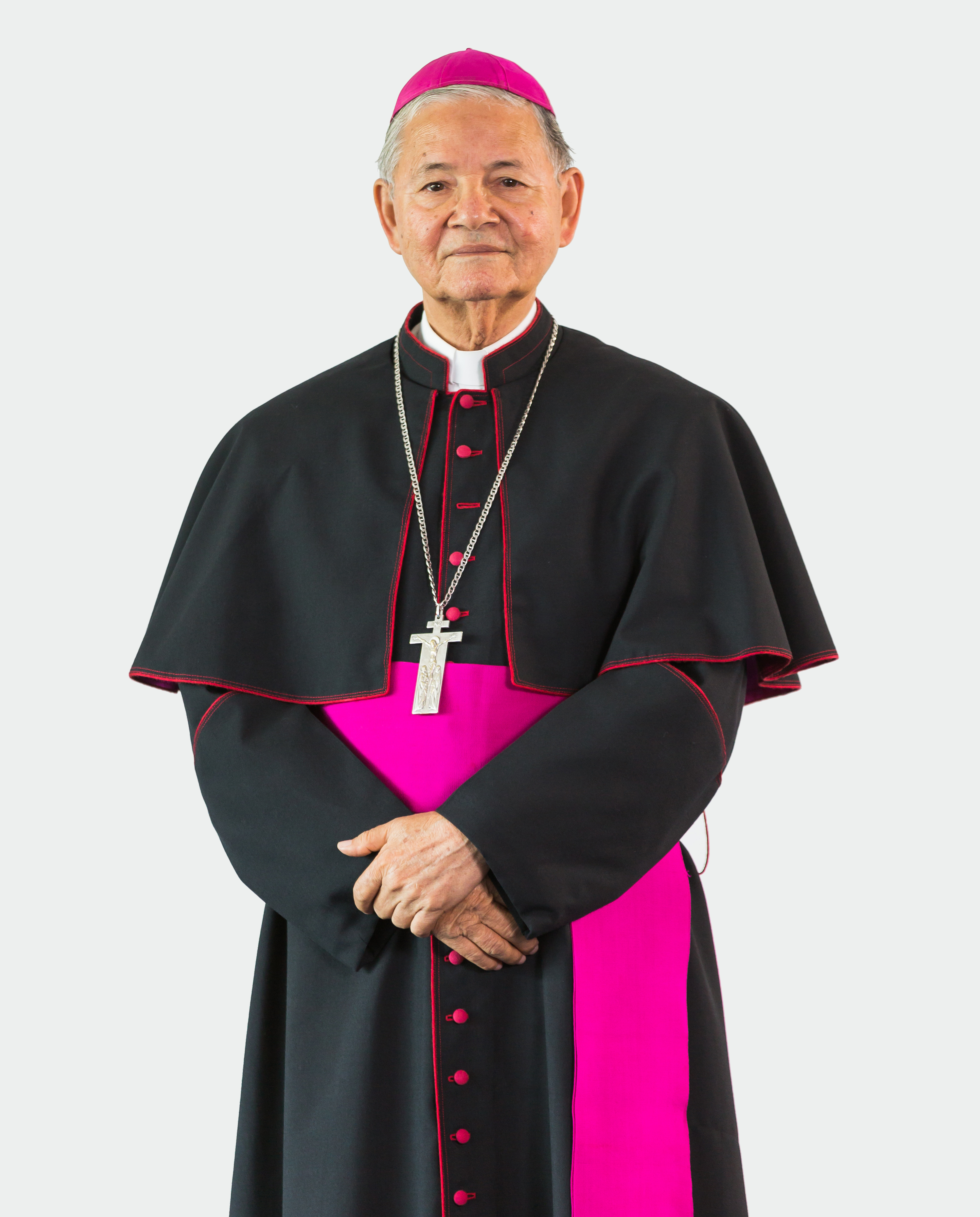
Mons. Pablo Cedano, fundador de Siguiendo Sus Huellas

La Fundación Siguiendo Sus Huellas es una organización sin fines de lucro que procura servir a los más necesitados por medio al trabajo de los relacionados al programa de televisión. Se hace presente en asilos de ancianos, albergues de niños desamparados y en asistencia social para casos específicos que posterior a una evaluación por parte de su directiva, cumplen los requisitos necesarios para ser considerados como caso de ayuda benéfica.
Con figura jurídica para actuar como entidad moral, se encuentra amparada y regulada bajo la Ley n.º 122-05 de la República Dominicana, persigue mediante fondos propios y por vía de donaciones de aquellos que llegan a apreciar el dolor ajeno y lo sienten como propio.

## Redes sociales
- Siguiendo Sus Huellas en Facebook
- Siguiendo Sus Huellas en X (antes Twitter)
- Siguiendo Sus Huellas en Instagram
- Siguiendo Sus Huellas en YouTube.